# Anthophora andalusica
Anthophora andalusica är en biart som beskrevs av Pérez 1902. Anthophora andalusica ingår i släktet pälsbin, och familjen långtungebin. Inga underarter finns listade i Catalogue of Life.